# Agenda setting
L'agenda-setting è la teoria delle comunicazioni che ipotizza la possibile influenza dei mass-media (mass-news) sull'audience in base alla scelta delle notizie considerate "notiziabili" e allo spazio e preminenza loro concessa. Il postulato principale dell'agenda-setting è il salience transfer, cioè il rendere la notizia saliente rispetto alle altre, quindi indica l'abilità dei mass media a trasferire un argomento da una agenda privata a quella pubblica d'interesse generale più elevato.

## La teoria
In sintesi, l'agenda setting così com'è stata nel tempo elaborata dai principali studiosi che vi si sono dedicati (Maxwell McCombs, Robert McLure, T. E. Patterson, Donald Shaw):
- Il pubblico è coinvolto in un dibattito rappresentato come una serie di questioni salienti in agenda.
- L'agenda è il risultato di una mediazione tra le proposte avanzate dalle élite politiche e dall'opinione pubblica.
- Tutti gli interessi tra loro divergenti tentano di imporre la propria visione e l'importanza del proprio argomento.
- I media decidono gli argomenti cui prestare attenzione, cui dedicare spazio in base ad una serie di pressioni cui sono sottoposti.
- Maggiore è l'importanza che i media dedicano alla questione, maggiore è il riconoscimento pubblico che l'argomento presentato riceve.

L'idea che la gente pensi agli argomenti che le vengono suggeriti dai mass media non è nuova; già Paul Lazarsfeld nel 1944 aveva sostenuto che i media avessero il potere di “strutturare i problemi”. Da allora la sociologia della comunicazione è spesso tornata su questo punto, dai lavori della Scuola di Francoforte, sino alla teoria della spirale del silenzio di Elisabeth Noelle-Neumann.
È doveroso far notare come si parli di media senza porre distinzioni e quindi come la teoria dell'agenda setting non sia da applicare solamente ai conglomerati mediali tradizionali, quotidiani o televisioni, ma anche ad esempio ai blog oppure alle riviste online. I media online, tuttavia, secondo il cosiddetto "effetto cascata", non sarebbero in grado di intaccare il primato delle grandi testate giornalistiche e dei grandi network televisivi nella formazione dell'agenda pubblica, anzi sarebbero costretti ad inseguire i temi proposti dall'agenda "mainstream" per catturare visualizzazioni da monetizzare, intorno alle parole chiave che i grandi media spingono ad essere "trend topic" nelle ricerche degli utenti.

## L'inconcludenza empirica dell'agenda setting
Da quando la teoria dell'agenda setting è stata proposta si è sempre cercato di dimostrare un qualche rapporto di causa tra le varie agende di tematiche in competizione. Per giungere a questo sarebbe necessario considerare quattro variabili:
- Analizzare il contenuto del programma proposto dal gruppo di pressione (il pubblico, il medium, il potere politico od economico)
- Provare un mutamento d'opinione nel pubblico interessato
- Mostrare il livello d'attenzione dei media al tema nell'unità di tempo
- Analizzare il relativo consumo dei media da parte del pubblico considerato.

Buona parte delle analisi effettuate si è rivelata inconcludente, mentre le analisi rimanenti hanno dimostrato una plausibilità teorica dell'agenda setting (Behr, Iyenagr 1985), ma senza mai riuscire a dimostrare l'idea della determinazione di un'agenda delle priorità da parte di un qualche organismo di potere (Kraus e Davis 1976; Becker 1982; Reese 1991).
Bisogna inoltre considerare come la teoria sia ambigua nel presupporre un meccanismo d'influenza dei gruppi d'interesse alle priorità dei media e di qui sino al pubblico. Infatti bisogna considerare anche l'esistenza di modelli alternativi, quando non opposti a questo, come ad esempio il modello che sostiene che siano gli interessi del pubblico a modellare sia le tematiche trattate dai media, sia quelle delle élite politiche.
Una ipotesi plausibile è quella della confluenza delle tre agende, in altre parole potrebbe essere il confronto tra i desideri del pubblico, i voleri della politica e le necessità dei media a creare l'agenda che ci viene presentata, ma non è esattamente come affermare che uno dei tre fattori è in grado di fissarne una particolare.

## Ipotesi diagenda setting
Passiamo ora a proporre un modello di agenda setting che potrebbe ben adattarsi, con le dovute piccole modifiche, a gran parte dei media che si basano principalmente sulla scrittura, virtuale o stampata che dir si voglia.
- La rivista ha una redazione; di conseguenza ognuno dei redattori ha un proprio modo di vedere il mondo, una propria agenda soggettiva in base alla quale sente la necessità di informarsi e comunicare informazione. Conseguenza di ciò e del fatto che la rivista è un gatekeeper, un organo di distribuzione di informazione, si giunge ad una distorsione inconsapevole delle notizie pubblicate tramite scelte involontarie conseguenti alla propria condizione (le opinioni personali di cui sopra, la limitatezza di informazione di ciascuno, le convinzioni etiche, l'età, il lavoro svolto, la condizione sociale, ecc…).
- Le routine produttive della rivista modificano il modo in cui l'informazione viene selezionata, elaborata, presentata. Possiamo dividere questo processo in tre fasi, la raccolta di materiali informativi e le fonti da cui essi provengono, la selezione delle notizie tramite i valori notizia che mostreremo sotto e la presentazione delle notizie. In ogni fase è presente il fenomeno della distorsione inconsapevole. Abbiamo quindi l'azione contemporanea di cinque differenti tipi di criteri:
- Criteri di notiziabilità sostantivi
- Criteri relativi al prodotto
- Criteri relativi al mezzo
- Criteri relativi al pubblico
- Criteri relativi alla concorrenza

## Prime conclusioni
Nessun medium può fare a meno di stabilire priorità mediando tra le esigenze del proprio pubblico, quelle di eventuali pressioni politiche e le proprie volontà. È proprio la natura del mezzo, destinato a qualcuno e gestito da persone che vivono nel mondo reale, ad impedirlo. Ovviamente le pressioni contrapposte sono molto più forti nei conglomerati mediali di grandi dimensioni rispetto alla piccola rivista o al blog.
Il mondo di internet non fa tuttavia eccezione, semplicemente ciò non si nota perché le dimensioni dei fenomeni sono rapportate alla frantumazione dei gatekeeper presenti sul web. Il vero passo in avanti quindi potrebbe non essere la presunta novità del mezzo e del blog, che ne sarebbe espressione matura, quanto la quantità. La quantità di media presenti sulla rete, infatti, non è neppure paragonabile a quella cui ci hanno abituato i media tradizionali e il dato statistico potrebbe in qualche modo aiutarci a correggere gli errori inevitabili che i media hanno nel loro codice genetico, pur non potendo per loro costituzione esserne o divenirne immuni.
La grande novità della rete, dell'espansione del potere di informazione, risiede infatti nella possibilità di giungere ad un pluralismo quasi utopico, che da solo basterebbe alla corretta informazione. Avere insomma un milione di blog, di televisioni o di quotidiani non sarebbe differente, ma se nel caso dei secondi due non è materialmente possibile, nel primo caso è già cosa realizzata e superata.
Così ogni blogger che agisce secondo la propria agenda setting, modifica quella degli altri allo stesso tempo. Scrive, interviene e pubblica seguendo gli stessi schemi di un mezzo di comunicazione tradizionale dando più o meno importanza ai fatti o non citandoli neppure in base ad una lista di priorità che gli deriva dalla vita quotidiana. Non è allora difficile dimostrare come il fenomeno dell'agenda setting agisca nel medesimo modo sul mondo delle comunità online.